# Spångatan

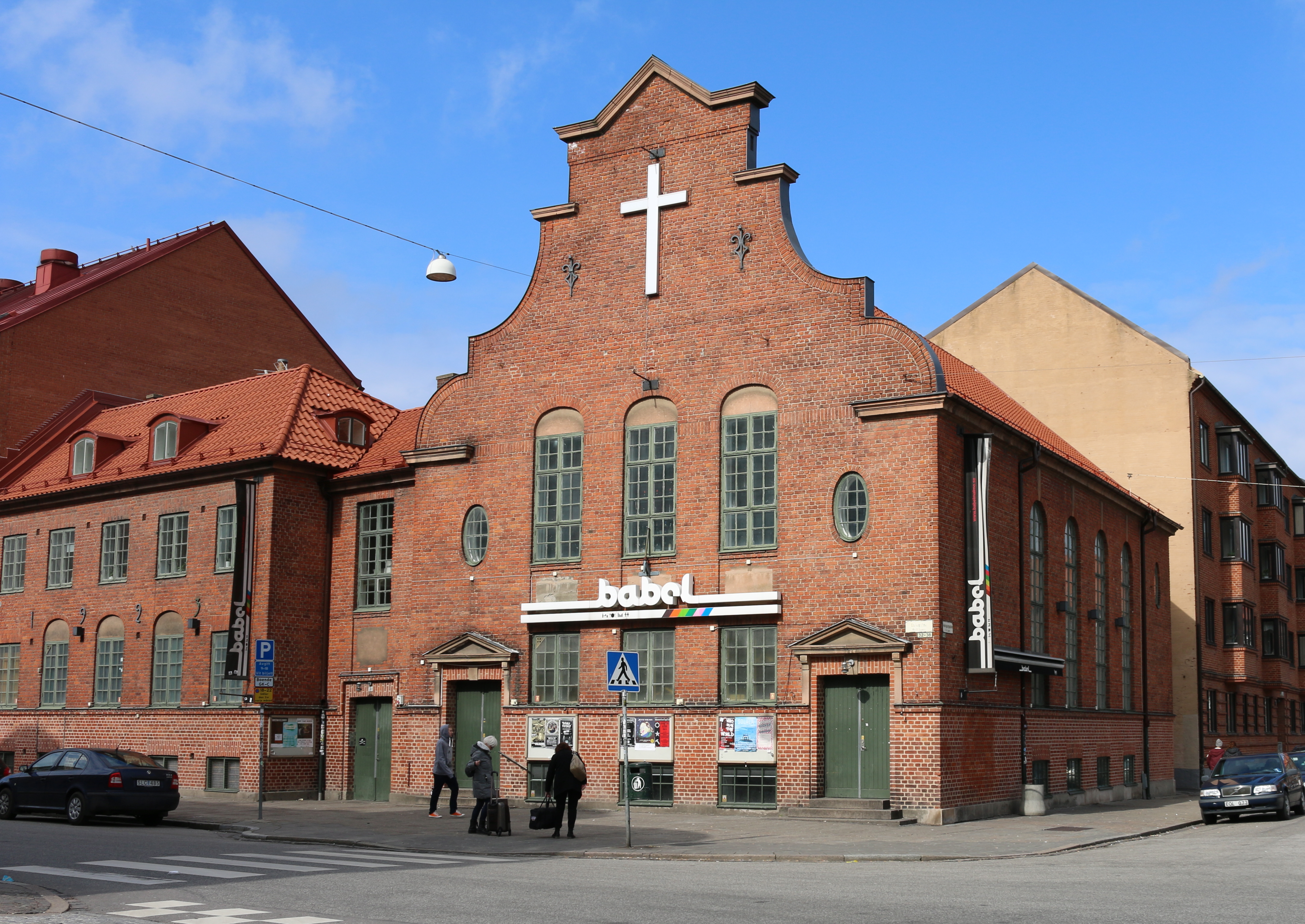
Babel (tidigare Betesda) i den mennonitiska brödraförsamlingens och Frälsningsarméns gamla lokaler på Spångatan. Helsingborgsgatan mot höger och Spångatan mot vänster.

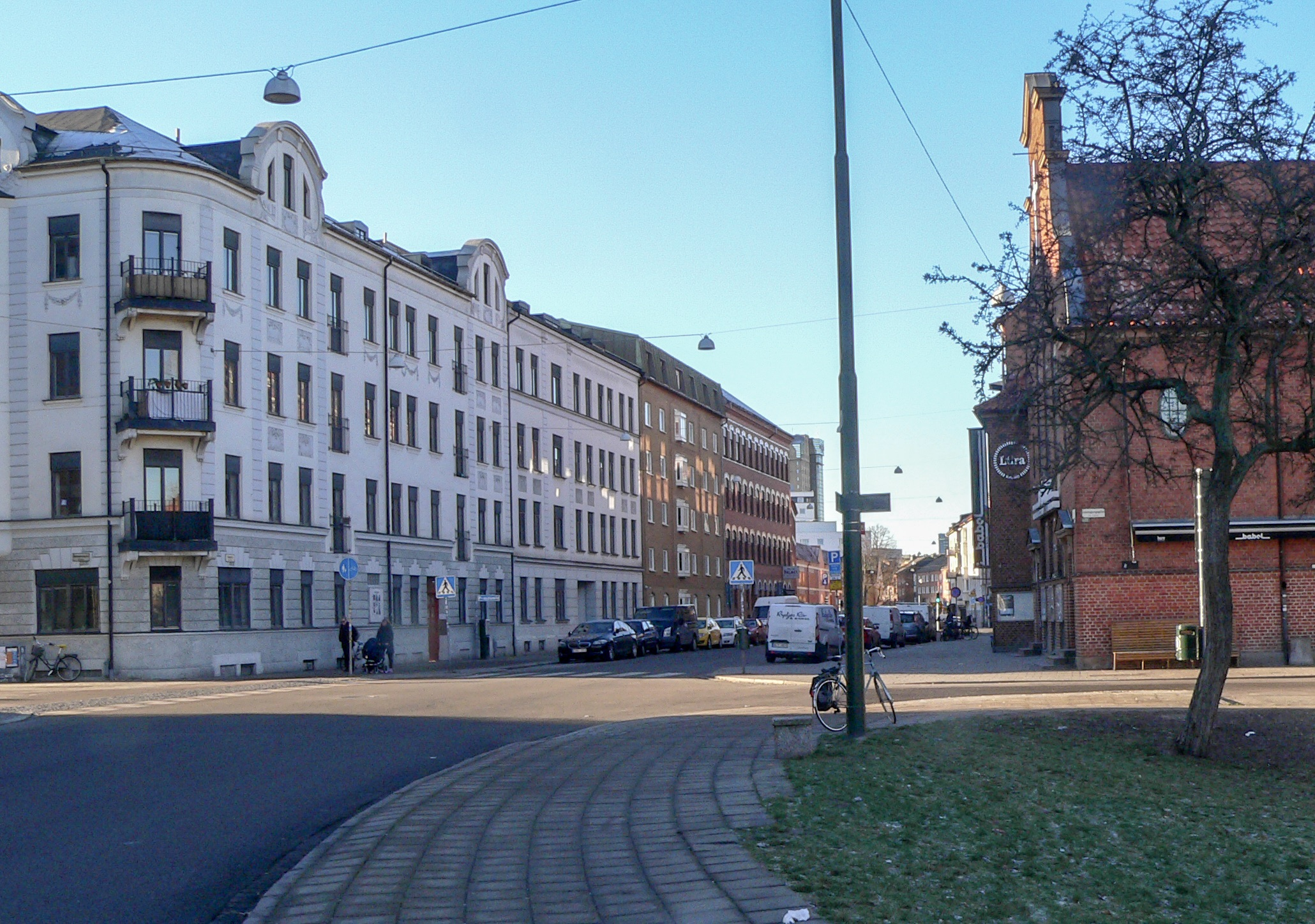
Spångatan sedd mot väster från Mandeln (en liten gröning/hundrastplats där Spångatan slutar vid Amiralsgatan). Gatan som korsar strax innan Babel (på högra sidan) är Helsingborgsgatan och trafikjusen lite längre bort står vid korsningen med Bergsgatan. I fonden, strax vänster om lyktstolpen, skymtar Scandic Triangeln.

Spångatan är en gata i Malmö. Spångatan går från Södra Förstadsgatan till Amiralsgatan och korsar bland annat Bergsgatan.
Gatan tillkom 1880, då den sträckte sig från Södra Förstadsgatan till Skolgatan, men förlängdes 1889 till Bergsgatan. År 1935 förlängdes gatan ytterligare då dåvarande Spånehusvägen, vilken sträckte sig från Bergsgatan till dåvarande Malmö stads renhållningsverk, beläget öster om nuvarande Östra Farmvägen, införlivades i Spångatan. År 1962 uppdelades Spångatan varvid den västra delen erhöll ny sträckning vid Amiralsgatan och anslöts till Sankt Knuts väg, medan den östra delen, mellan Amiralsgatan och Östra Farmvägen, återfick namnet Spånehusvägen. Nuvarande Spånehusvägen har behållit den adressnumrering som gällde då den var en del av Spångatan och lägsta nummer är därför 42.

## Adresser
Spångatans första kvarter är Korpen som namngav Bo Widerbergs film Kvarteret Korpen och som också utspelar sig där. Filmen spelades in i början av 1960-talet när flera liknande kvarter revs, och på platsen byggde HSB ett 1968 invigt butiks- och bostadskomplex med varuhuset Tempo, bank, garage etc.
I korsningen med Skolgatan öppnade Frasses bar 1957 som blev raggarnas och knuttarnas favoritkafé; det revs 1962. Monbijouskolan, vilken invigdes redan på 1870-talet som folkskola, ligger mellan Norra Skolgatan och Torpgatans förlängning. Den började som ett provsorium i ett utvärdshus som låg på platsen och hette Monbijou. Byggnaden permanenterades som skolbyggnad och fick först namnet Södra Förstadsskolan. På 1920-talet ersattes den av Sorgenfriskolan som folkskola men moderniserades som fortsättningskola på samma plats.
På Spångatan 38 ligger en kyrkobyggnad som uppfördes 1923 under namnet Betesda för den pietistisk-mennonitiska brödraförsamlingen  och som 1948 såldes till Frälsningsarméns andra kår i Malmö. Denna byggnad övertogs 1996 av tidigare kommunalrådet Jan Svärd och han hustru Anita Aagesen-Svärd som där skapade kulturhuset Kulturknuten. År 2000 såldes fastigheten. Föreningarna Mix Musik och Jazz i Malmö drev därvid konsert- och klubbverksamheten vidare under namnet Jeriko. Sedan 2008 bedrivs verksamheten under namnet Babel.